# Hardencourt-Cocherel
Ne doit pas être confondu avec Houlbec-Cocherel ou Cocherel.
Hardencourt-Cocherel est une commune française située dans le département de l'Eure en région Normandie.

## Géographie
La commune est située dans la plaine de Cocherel  Site inscrit (1977).

### Hydrographie
La commune est située dans le bassin Seine-Normandie. Elle est drainée par l'Eure, le canal 01 de la commune de Jouy-sur-Eure, le canal 02 de la commune de Jouy-sur-Eure, l'Eure et un autre petit cours d'eau,.
L'Eure, un canal, chenal et cours d'eau naturel non navigable d'une longueur de 229 km, prend sa source dans la commune de Longny les Villages et se jette  dans la Seine à Saint-Pierre-lès-Elbeuf, après avoir traversé 91 communes.

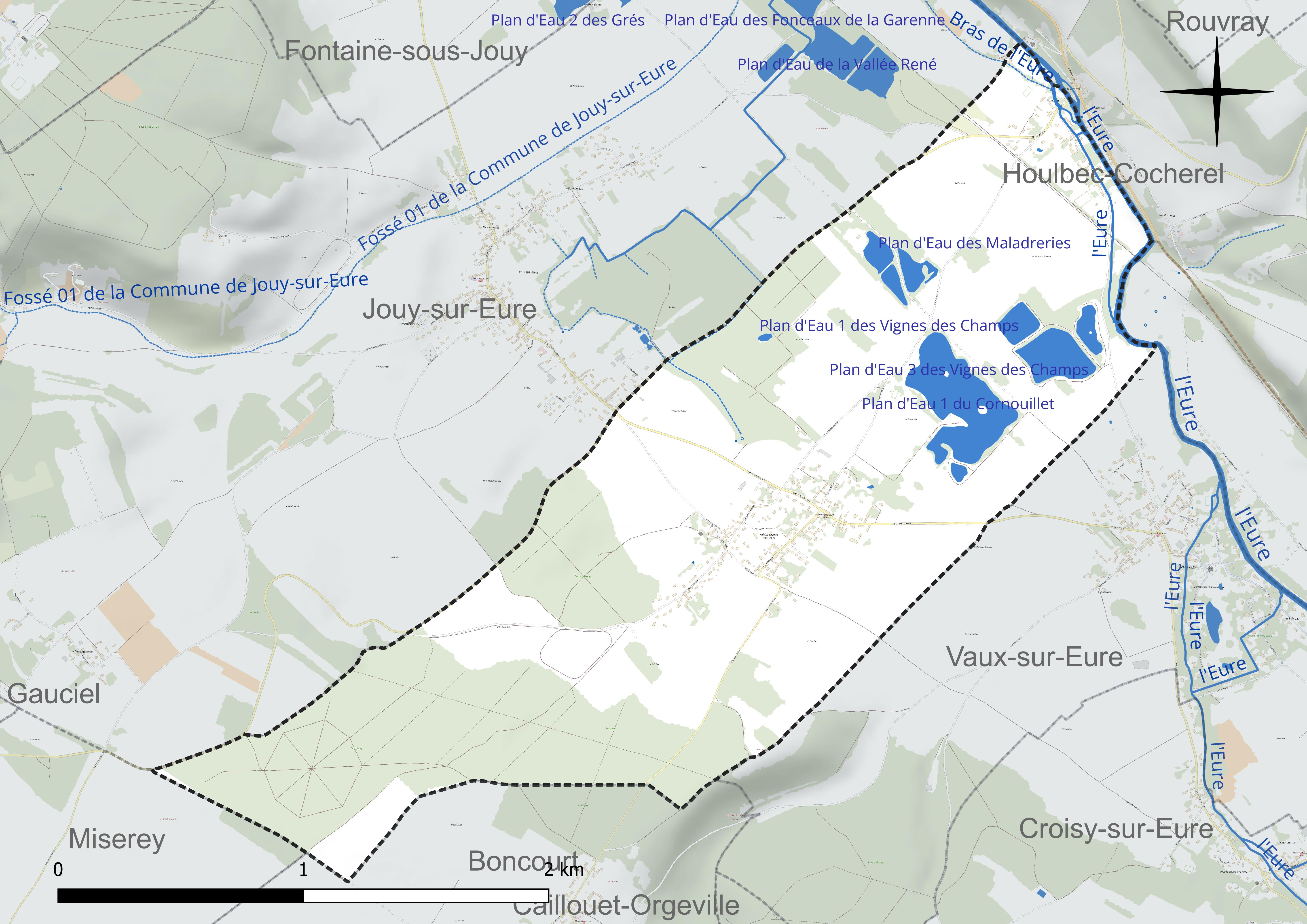
Réseau hydrographique d'Hardencourt-Cocherel.

Cinq plans d'eau complètent le réseau hydrographique : le plan d'eau 1 des Vignes des Champs (1,8 ha), le plan d'eau 1 du Cornouillet (11,8 ha), le plan d'eau 2 des Vignes des Champs (1,2 ha), le plan d'eau 3 des Vignes des Champs (4,4 ha) et le plan d'eau des Maladreries (2 ha),.

### Climat
Pour des articles plus généraux, voir Climat de la Normandie et Climat de l'Eure.
En 2010, le climat de la commune est de type climat océanique dégradé des plaines du Centre et du Nord, selon une étude du CNRS s'appuyant sur une série de données couvrant la période 1971-2000. En 2020, Météo-France publie une typologie des climats de la France métropolitaine dans laquelle la commune est exposée à un climat océanique et est dans la région climatique  Sud-ouest du bassin Parisien, caractérisée par une faible pluviométrie, notamment au printemps (120 à 150 mm) et un hiver froid (3,5 °C). Parallèlement le GIEC normand, un groupe régional d’experts sur le climat, différencie quant à lui, dans une étude de 2020, trois grands types de climats pour la région Normandie, nuancés à une échelle plus fine par les facteurs géographiques locaux. La commune est, selon ce zonage, exposée à un « climat des plateaux abrités », correspondant aux plaines agricoles de l’Eure, avec une pluviométrie beaucoup plus faible que dans la plaine de Caen en raison du double effet d’abri provoqué par les collines du Bocage normand et par celles qui s’étendent sur un axe du Pays d'Auge au Perche.
Pour la période 1971-2000, la température annuelle moyenne est de 11,2 °C, avec  une amplitude thermique annuelle de 14,8 °C. Le cumul annuel moyen de précipitations est de 645 mm, avec 11 jours de précipitations en janvier et 7,9 jours en juillet. Pour la période 1991-2020, la température moyenne annuelle observée sur la station météorologique la plus proche, située sur la commune de Huest à 8 km à vol d'oiseau, est de 11,2 °C et le cumul annuel moyen de précipitations est de 600,6 mm,. Pour l'avenir, les paramètres climatiques de la commune estimés pour 2050 selon différents scénarios d’émission de gaz à effet de serre sont consultables sur un site dédié publié par Météo-France en novembre 2022.

## Urbanisme

### Typologie
Au 1er janvier 2024, Hardencourt-Cocherel est catégorisée commune rurale à habitat dispersé, selon la nouvelle grille communale de densité à 7 niveaux définie par l'Insee en 2022.
Elle est située hors unité urbaine. Par ailleurs la commune fait partie de l'aire d'attraction de Paris, dont elle est une commune de la couronne,.

### Occupation des sols
L'occupation des sols de la commune, telle qu'elle ressort de la base de données européenne d’occupation biophysique des sols Corine Land Cover (CLC), est marquée par l'importance des territoires agricoles (61,5 % en 2018), en diminution par rapport à 1990 (70,4 %). La répartition détaillée en 2018 est la suivante : 
terres arables (46,1 %), forêts (29,4 %), zones agricoles hétérogènes (10,8 %), zones urbanisées (9,1 %), prairies (4,6 %). L'évolution de l’occupation des sols de la commune et de ses infrastructures peut être observée sur les différentes représentations cartographiques du territoire : la carte de Cassini (XVIIIe siècle), la carte d'état-major (1820-1866) et les cartes ou photos aériennes de l'IGN pour la période actuelle (1950 à aujourd'hui).

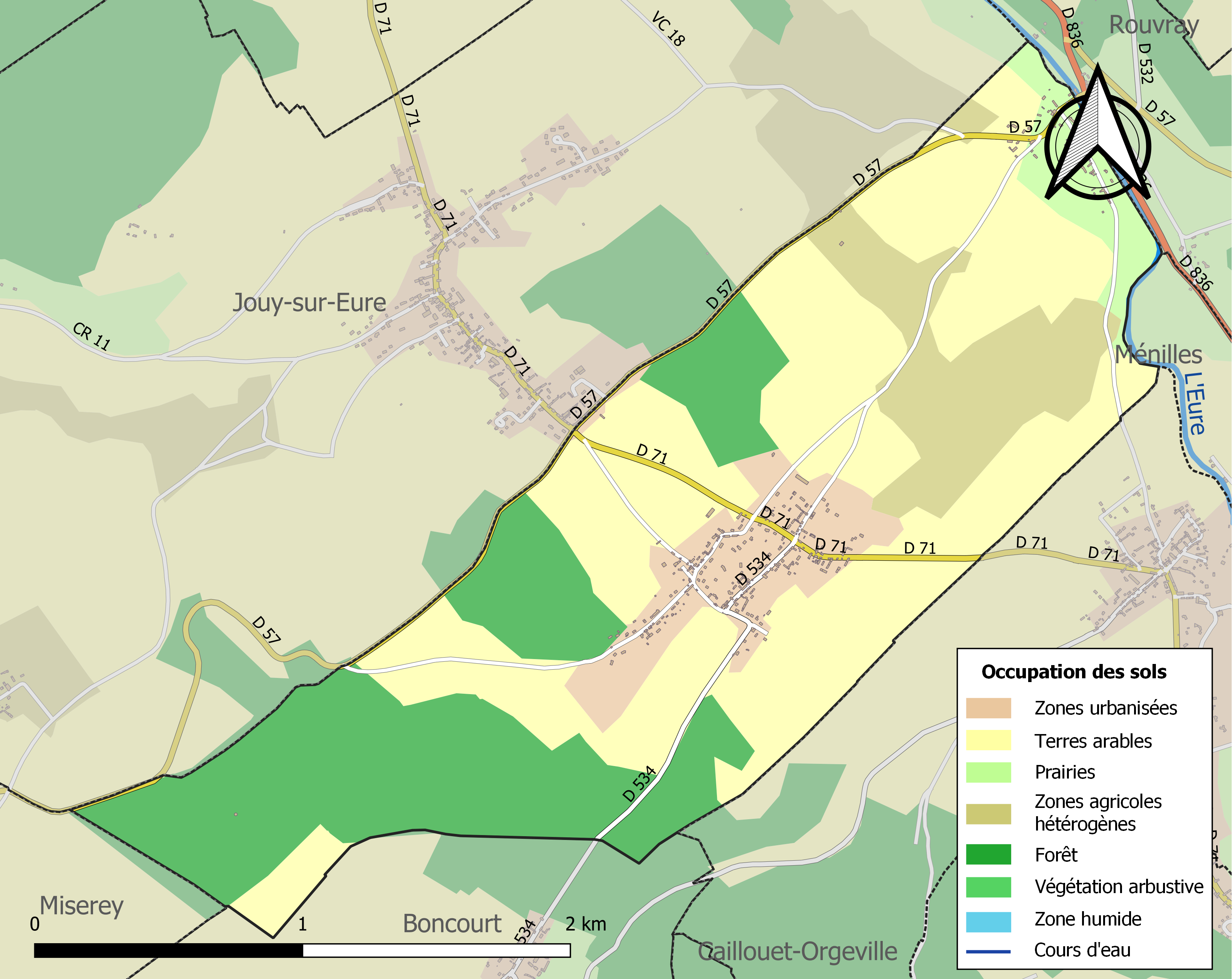
Carte des infrastructures et de l'occupation des sols de la commune en 2018 (CLC).

## Toponymie
Hardencourt est attesté sous les formes Hardencort en 1207 (cartulaire de Jumiéges), Hadencort en 1250 (charte de la Noë), Hardancourt en 1561 (La Roque), Hardoncourt en 1631 (Tassin, Plans et profilz), Ardencourt en 1781 (Bérey, Carte partic. du dioc. de Rouen).
Cocherel est attesté sous les formes Cokerellus en 1011 (ch. de Raoul d’Ivry), Coquerel et Quoquerel au XIIIe siècle (cart. de Jumiéges), Cokerel en 1207 (cart. de Saint-Ouen), Quocherel vers 1250 (Bibllotéque nationale), Coucherel en 1364 (Froissart), Coicherel en 1364 (lettres du captal de Buch), Cocheret en 1631 (Tassin, Plans et profilz).
Cocherel est analogue aux Cocherel du sud et aux Cocquerel du nord de la ligne Joret. Ces toponymes correspondraient à des moulins à eau ou à vent.

## Histoire
C'est sur le territoire de la commune que s'est déroulée la bataille de Cocherel. La Butte Olivet portait le pennon du captal de Buch, Jean de Grailly.

## Politique et administration
| Période                                  | Période       | Identité           | Étiquette | Qualité   |
| ---------------------------------------- | ------------- | ------------------ | --------- | --------- |
| Les données manquantes sont à compléter. |               |                    |           |           |
| mars 2001                                | décembre 2012 | Louis-Joseph Henry |           |           |
| janvier 2013                             | En cours      | Lorraine Ferré     | DVG       | Retraitée |

## Démographie
L'évolution du nombre d'habitants est connue à travers les recensements de la population effectués dans la commune depuis 1793. Pour les communes de moins de 10 000 habitants, une enquête de recensement portant sur toute la population est réalisée tous les cinq ans, les populations de référence des années intermédiaires étant quant à elles estimées par interpolation ou extrapolation. Pour la commune, le premier recensement exhaustif entrant dans le cadre du nouveau dispositif a été réalisé en 2008.

En 2022, la commune comptait 286 habitants, en évolution de +12,6 % par rapport à 2016 (Eure : −0,25 %, France hors Mayotte : +2,11 %).
| 1793 | 1800 | 1806 | 1821 | 1831 | 1836 | 1841 | 1846 | 1851 |
| ---- | ---- | ---- | ---- | ---- | ---- | ---- | ---- | ---- |
| 313  | 303  | 304  | 259  | 254  | 262  | 248  | 262  | 230  |

| 1856 | 1861 | 1866 | 1872 | 1876 | 1881 | 1886 | 1891 | 1896 |
| ---- | ---- | ---- | ---- | ---- | ---- | ---- | ---- | ---- |
| 209  | 214  | 209  | 192  | 166  | 169  | 162  | 142  | 137  |

| 1901 | 1906 | 1911 | 1921 | 1926 | 1931 | 1936 | 1946 | 1954 |
| ---- | ---- | ---- | ---- | ---- | ---- | ---- | ---- | ---- |
| 155  | 151  | 142  | 129  | 147  | 131  | 102  | 153  | 162  |

| 1962 | 1968 | 1975 | 1982 | 1990 | 1999 | 2006 | 2008 | 2013 |
| ---- | ---- | ---- | ---- | ---- | ---- | ---- | ---- | ---- |
| 137  | 137  | 156  | 130  | 207  | 235  | 269  | 279  | 258  |

| 2018 | 2022 | - | - | - | - | - | - | - |
| ---- | ---- | - | - | - | - | - | - | - |
| 264  | 286  | - | - | - | - | - | - | - |

## Culture locale et patrimoine

### Lieux et monuments
- Statue d'Aristide Briand, Les Méditations, réalisée par le sculpteur Émile Oscar Guillaume, fondue par Gustave Leblanc-Barbedienne et a été érigée à l'initiative des conseils municipaux de Pacy-sur-Eure et d'Hardencourt en 1934. Un autre exemplaire de la même statue se trouve sur le port d'Ouistreham, où Briand aimait passer ses vacances.
- Obélisque Bertrand du Guesclin en souvenir de la bataille de Cocherel.

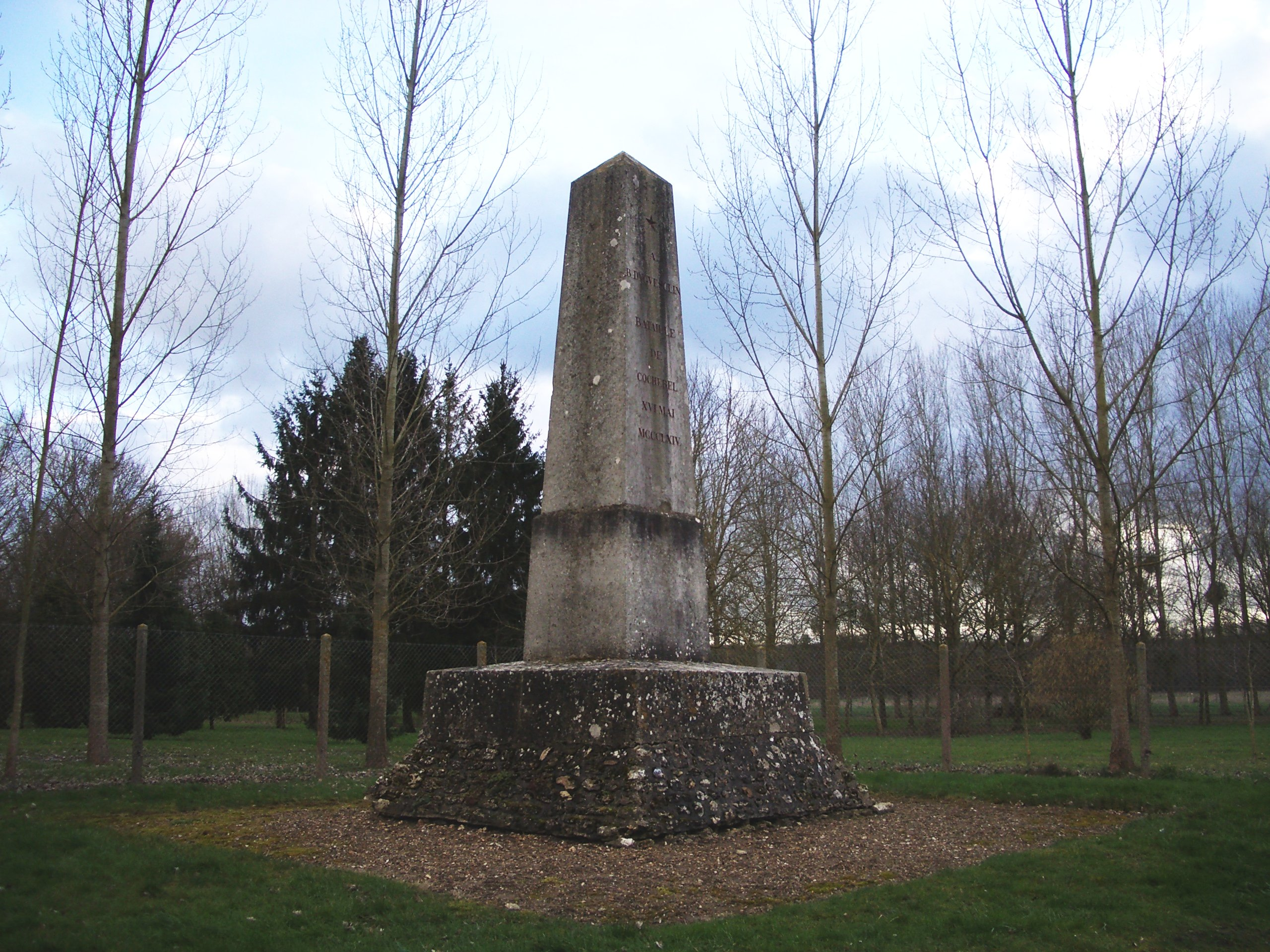
L'obélisque érigé à la mémoire de Bertrand du Guesclin.

### Patrimoine naturel

#### Site classé
- Le champ de bataille de Cocherel  Site classé (1944)[26].

#### Site inscrit
- Le pont de Cocherel, les rives et îles de l'Eure  Site inscrit (1943)[27].
- La plaine de Cocherel  Site inscrit (1977)[1].

## Personnalités liées à la commune
- Le connétable de France Bertrand Du Guesclin, secondé par son cousin Olivier de Miniac, qui défirent les Anglais à Cocherel en 1364, une des batailles décisives de la guerre de Cent Ans.
- Le dessinateur de bande dessinée Marcel Uderzo, frère d'Albert Uderzo.
- Le peintre français Léopold-François Kowalsky, a vécu à Hardencourt-Cocherel.